# 青海河流列表
青海河流列表，列舉全部或部分在青海省境內的河流，並依照流域排列；支流則由河口至源頭排序。

## 湄公河-瀾滄江水系
- 湄公河-瀾滄江
  - 昂曲：跨省河流，下游位於西藏境內。
  - 扎曲：跨省河流，下游位於西藏境內。
    - 子曲：跨省河流，下游位於西藏境內。

## 長江水系
- 長江
  - 岷江
    - 大渡河
      - 大金川
        - 多柯河：跨省河流，下游位於四川境內。
        - 麻爾柯河：跨省河流，下游位於四川境內。

  - 金沙江
    - 雅礱江
      - 鮮水河
        - 尼柯河：跨省河流，下游位於四川境內。

      - 扎曲：跨省河流，下游位於四川境內。

    - 巴塘河
    - 通天河
      - 德曲
      - 色吾曲
      - 楚瑪爾河
      - 科欠曲
      - 牙哥曲
      - 莫曲
      - 沱沱河
      - 布曲
        - 冬曲
        - 尕爾曲

      - 當曲

## 黃河水系
- 黃河
  - 湟水：跨省河流，下游位於甘肅境內。
    - 大通河：跨省河流，下游位於甘肅境內。

  - 洮河：跨省河流，下游位於甘肅境內。
  - 大夏河：跨省河流，下游位於甘肅境內。
  - 熱曲
  - 多曲
  - 卡日曲
  - 約古宗列曲

## 內流區
- 額濟納河（黑河）：跨省河流，中游位於甘肅境內，下游位於內蒙古境內。。
- 疏勒河：跨省河流，下游位於甘肅境內。